# Osowiec (Mazovie)
Pour les articles homonymes, voir Osowiec.
Osowiec (prononciation : [ɔˈsɔvjɛt͡s]) est un village polonais de la gmina de Żabia Wola dans le powiat de Grodzisk Mazowiecki de la voïvodie de Mazovie dans le centre-est de la Pologne.
Il se situe à environ 3 kilomètres à l'ouest de Żabia Wola (siège de la gmina), 9 kilomètres au sud de Grodzisk Mazowiecki (siège du powiat) et à 32 kilomètres au sud-ouest de Varsovie (capitale de la Pologne).

## Histoire
De 1975 à 1998, le village appartenait administrativement à la voïvodie de Skierniewice.